# حديقة وازا الوطنية
حديقة وازا الوطنية (بالإنجليزية: Waza National Park)، هي حديقة وطنية تقع في مقاطعة لوغون-إي-شاري بمنطقة أقصى شمال الكاميرون، في إفريقيا، تأسست عام 1934 كمحمية للصيد، وتغطي مساحة إجمالية قدرها 1700 كيلومتر مربع.

## الوصف
- حصلت وازا على مكانة الحديقة الوطنية في عام 1968. أصبحت محمية للمحيط الحيوي تابعة لليونسكو في عام 1979.[4]

- السهول الفيضية التي تشكل جزءًا كبيرًا من الحديقة الوطنية تغمرها الفيضانات في المواسم.

- تضم نباتات السافانا، والسافانا العشب المفتوح، والسافانا شجرة السنط، والأعشاب المعمرة، والسهول الفيضية.

- بها أفضل مناطق الغابات المطيرة المحفوظة في إفريقيا. [4]

## الحياة البرية
- يوجد 379 نوعًا من الطيور في الحديقة، ومن بين الطيور التي تمت مشاهدتها البط الرخامي، والبط الحديدي، والنسر المرقط الأكبر، والحدأة مقصية الذيل. [5]

- بها أكثر المناطق البرية تنوعًا في القارة. وقد تم إعلانه كموقع للتراث العالمي لليونسكو،

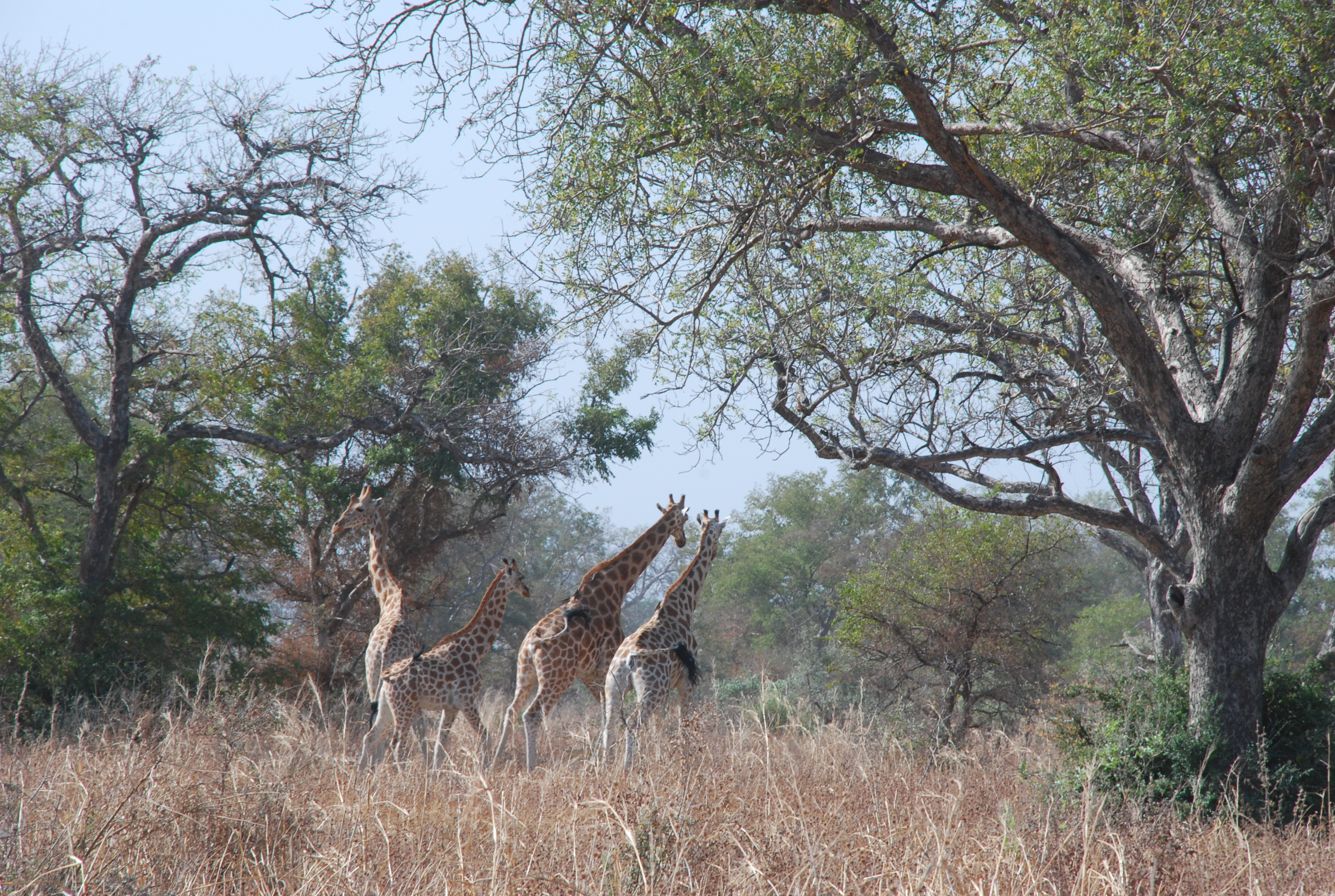
صورة من حديقة وازا الوطنية

- صورة من حديقة وازا الوطنية تتميز الحياة البرية في وازا بالحيوانات المفترسة المفضلة مثل الأسود والفهود والضباع، الزرافات، والظباء المائية، والروان، والفيل، والثعابين، والتسيسيبي، وخنازير الأرض، والبابون، والخنزير، وقرود الفرفت، وأفراس النهر، وتضم 30 نوعا من الثدييات.[6]